# Osnabrücker Mahlzeit
Die Osnabrücker Mahlzeit ist ein seit 1954 jährlich in der OsnabrückHalle stattfindendes Grünkohlessen des Verkehrsvereins Stadt und Land Osnabrück e. V. (VVO) mit rund 1300 Teilnehmern. Sie küren den Osnabrücker Grünkohlkönig und generieren durch die Eintrittsgelder bis zu 25.000 Euro Einnahmen für karitative Zwecke.
Ursprünglich waren ausschließlich männliche Teilnehmer zugelassen. Aufgrund des Ausschlusses von Frauen stand der „vermeintlich größte Männerstammtisch Europas“ vermehrt in der Kritik. Zwar gibt es seit 2005 eine ebenfalls vom VVO organisierte Herbstmahlzeit der Frauen, ein Spargelessen, das jedoch nie die Größe und Bedeutung der Männermahlzeit erreichte. Aufgrund der Kritik beschoss der VVO im Jahr 2021 ursprünglich, künftig eine dritte Veranstaltung einzuführen, die dann den Namen und die Bedeutung der Osnabrücker Mahlzeit übernehmen und allen Geschlechtern offenstehen sollte. Später entschied sich der VVO jedoch um und öffnete stattdessen beide bisherigen Veranstaltungen für alle Geschlechter. Für eine Teilnahme am Grünkohlessen ist es auch weiterhin notwendig, persönlich oder über eine Organisation Mitglied im VVO zu sein. Für das Spargelessen ist dies nicht notwendig.

## Grünkohlkönige
Als Grünkohlkönig wird alljährlich eine bedeutende Persönlichkeit aus Politik, Wirtschaft oder Gesellschaft gewählt, welche häufig, aber nicht notwendigerweise mit der Stadt oder dem Landkreis Osnabrück in Verbindung steht. Dies waren bisher folgende Männer:
- 1954 Karl I., Karl Ordelheide, Großhandelskaufmann
- 1955 Emil I., Emil Sachse, Ehren-Brandmeister
- 1956 Eduard I., Eduard Petersilie, Hotelier
- 1957 Hans I., Hans Meyer, Werksdirektor
- 1958 Hermann I., Hermann Kreft, Ratsherr
- 1959 Heinrich I., Heinrich Schöpper-Ehrenbrink, Zimmermeister
- 1960 Helmut I., Helmut Hoffmann, Direktor der Osnabrücker Aktien-Brauerei
- 1961 Erich I., Erich Konrad, Ratsherr
- 1962 Wilhelm I., Wilhelm Aach, Direktor der Kreissparkasse Osnabrück
- 1963 Rudolf I., Rudolf Beckmann, Präsident der IHK und Niederl. Konsul
- 1964 Wilhelm II., Wilhelm Wamhof
- 1965 Karl II., Karl Kühling, Chefredakteur i. R.
- 1966 Ewald I., Ewald Drombrè, Kreisamtmann
- 1967 Paul I., Paul Voßkühler, Stadtdirektor
- 1968 August I., August Knemeyer, Bürgermeister des Solbades Bad Laer
- 1969 August II., August Lohöfener, Direktor der Stadtsparkasse Osnabrück
- 1970 Ludwig I., Ludwig Siepelmeyer, Bürgermeister von Georgsmarienhütte
- 1971 Josef I., Josef Zürlik, Regierungspräsident
- 1972 Hans II., Hans Hermann, Stellv. Bürgermeister von Bersenbrück
- 1973 Hubertus I., Bischof Hubertus Brandenburg
- 1974 Josef II., Josef Hunke, Stadtdirektor Bad Iburg
- 1975 Heinz I., Heinz Franke, Präsident der Bundesanstalt für Arbeit
- 1976 Oskar I., Oskar Hummel, Stellv. Landrat
- 1977 Frank I., Frank Mauersberger, Kaufmann
- 1978 Otto I., Otto Graf Lambsdorff, Bundesminister
- 1979 Reinhard I., Reinhard von Schorlemer, Mitglied des Bundestages
- 1980 Hans III., Hans Berentzen, Präsident der IHK
- 1981 Walter I., Walter Hunger, Oberstaatsanwalt
- 1982 Rudolf II., Rudolf Rolfes, Stadtdirektor von Georgsmarienhütte
- 1983 Dieter I., Dieter Mühl, Direktor der Osnabrück Aktien Brauerei
- 1984 Burkhard I., Burkhard Ritz, Niedersächsischer Minister der Finanzen
- 1985 Dieter II., Dieter Nülle, Einzelhandels-Kaufmann
- 1986 Reinhold I., Reinhold Höcker, Geschäftsführer
- 1987 Alfred I., Alfred Borgstadt, Präsident der Handwerkskammer
- 1988 Hermann II., Hermann Tovar, Bürgermeister von Bad Iburg
- 1989 Richard I., Richard Bühring, Geschäftsführer Fa. Kämmerer
- 1990 Fritz I., Fritz Scholle, Ingenieur
- 1991 Franz-Josef I., Franz-Josef Sprekelmeyer, vereid. Buchprüfer/Steuerberater
- 1992 Heinrich II., Heinz Heumann, Stadtdirektor a. D.
- 1993 Rainer I., Rainer Künzel, Präsident der Universität Osnabrück
- 1994 Jürgen I., Jürgen Ruhfus, Botschafter a. D.
- 1995 Jürgen II., Jürgen Großmann, Vorsitzender der Geschäftsführung der Georgsmarienhütte GmbH
- 1996 Fritz II., Fritz Brickwedde, Generalsekretär Deutsche Bundesstiftung Umwelt
- 1997 Jock I., Jock Smith, Britischer Verbindungsoffizier
- 1998 Franz-Josef II., Franz-Josef Bode, Bischof von Osnabrück
- 1999 Fritz III., Fritz Wolf, Karikaturist
- 2000 Hans Wolfgang I., Hans Wolfgang Kindervater, Journalist, Ehrenvorsitzender des VVO
- 2001 Rainer II., Rainer Thieme, Vorsitzender der Geschäftsführung, Wilhelm Karmann GmbH
- 2002 Erhard I., Erhard Mielenhausen, Präsident der FH Osnabrück
- 2003 Josef III., Josef Stock, Bürgermeister der Stadt Melle, Landesminister a. D.
- 2004 Hans-Jürgen I., Hans-Jürgen Fip, Oberbürgermeister der Stadt Osnabrück
- 2005 Manfred I., Manfred Hugo, Landrat des Landkreises Osnabrück
- 2006 Christian I., Christian Wulff, Niedersächsischer Ministerpräsident
- 2007 Hans Hermann I., Hans Hermann Hammersen, Superintendent
- 2008 Klaus I., Klaus Wucherer, Mitgl. des Vorstandes der Siemens AG a. D.
- 2009 Hans-Gert I.,  Hans-Gert Pöttering, Präsident des Europäisch. Parlaments
- 2010 Ullrich I., Ullrich Kasselmann, Hof Kasselmann KG, Hagen a.T.W.
- 2011 Norbert I., Norbert Winkeljohann, Sprecher PricewaterhouseCoopers
- 2012 Klaus II, Klaus Töpfer, Bundesminister a. D., Institutsdirektor
- 2013 Schorse I., Georg Schirmbeck, Mitglied des Deutschen Bundestages
- 2014 Boris I., Boris Pistorius, Niedersächsischer Minister für Inneres und Sport
- 2015 David I., David McAllister, Abgeordneter des Europäischen Parlaments
- 2016 Hermann III., Hermann Queckenstedt, Historiker
- 2017 Peter I., Peter Voss, Präsident der Handwerkskammer
- 2018 Tom I., Tom Gaebel, Sänger und Entertainer
- 2019 Stephan I., Stephan Weil, Niedersächsischer Ministerpräsident
- 2020 John I., John McGurk, Friedensläufer
- 2021–2022 keine Wahl wegen COVID-19-Pandemie
- 2023 Ralf I., Ralf Geisenhanslüke, Chefredakteur der Neuen Osnabrücker Zeitung
- 2024 André I., André Berghegger, Geschäftsführer des Deutschen Städte- und Gemeindebundes